# Forêt d'Anlier
Pour les articles homonymes, voir Anlier.
La forêt d'Anlier est l'un des plus vastes massifs forestiers de l'Ardenne belge. Sise dans la partie sud-orientale de la province de Luxembourg elle couvre la crête de séparation des bassins de la Meuse et du Rhin, avec un point culminant de 517 mètres. 

## Localisation
Déployant les quelque 7 000 hectares de son massif feuillu aux confins des communes de Habay, Léglise, Fauvillers et Martelange, elle couvre la crête de séparation des bassins du Rhin et de la Meuse. Les principales rivières bordant le massif forestier sont la Rulles (Bassin de la Meuse) et la Sûre (Bassin du Rhin).

## Description
En 1952, la forêt d'Anlier, qui appartenait jusque là à l'État belge, devient une propriété indivise de l'État belge (50 %) et des 18 communes usagères de la forêt (50 %). Après la fusion des communes de 1977, le nombre de communes passent à neuf : Habay, Martelange, Arlon, Attert, Fauvillers, Léglise, Etalle, Rambrouch (GD Luxembourg) et Ell (GD Luxembourg). 
Elle est aujourd'hui constituée à 85 % de feuillus, principalement de hêtre, chêne rouvre, chêne pédonculé, charme, érable et sycomore, et pour le reste de résineux, essentiellement l'épicéa (80 %) et le sapin de Douglas (17 %).
Ce vaste massif forestier donne refuge à de nombreuses espèces animales qui y trouvent une nourriture abondante et variée. Y vivent tout d'abord les gros mammifères tels le cerf, le chevreuil et le sanglier. Renards, chats sauvages, martres, hermines, belettes, sont aussi en nombre et font payer un lourd tribut aux petits rongeurs et aux nichées d'oisillons.
De nombreuses espèces d'oiseaux y prospèrent également. Citons, de manière non limitative, le pic épeiche, le pic épeichette, le pic vert, le pic noir, le grand corbeau, la buse, l'épervier, le milan dont le milan royal[Lequel ?], la chouette hulotte, le geai, le gros-bec, le loriot, les mésanges charbonnière, bleue, noire et nonnette, le gobemouche, le grimpereau des bois, le troglodyte, le pinson, le rouge-gorge...

### Sources
- La Forêt d'Anlier, fiche découverte du réseau Tarpan.